# 德國氣象局
德國氣象局（德語：Deutscher Wetterdienst，德語發音：[ˌdɔʏ̯ʧɐ ˈvɛtɐdiːnst]），簡稱DWD，是一個總部位於德國美茵河畔奧芬巴赫的氣象機構，其主要觀測德國境內的氣象數據，除提供大眾天氣資訊之外，亦提供航海、航空、農業、水文氣象學等領域相關氣象數據，並對可能影響德國的天氣現象提出警告，其使用了超級電腦對氣象數據進行運算，以獲得準確的天氣預報。
德國氣象局由德國聯邦數位及交通部所管轄，並管理德國國家氣象檔案室與一個大型的氣象圖書館。

## 歷史
美、英、法三國佔領區的氣象機構合併後，德國氣象局正式成立於1952年11月11日。1954年，西德加入了世界氣象組織。1990年兩德統一後，東德的氣象機構亦併入德國氣象局。
自1990年代始，德國氣象局持續裁減氣象站的人力，然而由於雷達和衛星的運用，氣象預報的品質仍不斷增進。